# История о великом князе Московском
«История о великом князе Московском» — историко-публицистический труд князя Андрея Курбского, написанный им в эмиграции (предположительно в 1578—1583 годах).
Основной составляющей «Истории» является «кроника» — рассказ о жизни царя Ивана Грозного. Он выстроен в хронологической последовательности и распадается на отдельные «повести» — о взятии Казани, о войне в Ливонии и др. В этой части своего труда автор стремится дать сухое изложение фактов. Вторая часть представляет собой мартиролог, развёрнутый перечень жертв царского террора, и здесь Курбский более экспрессивен: он выступает с суровыми обличениями. Время написания «Истории» неизвестно. Исследователь Александр Зимин предположил, что это могли быть 1572—1573 годы, эпоха «бескоролевья», а целью автора соответственно была дискредитация Грозного (одного из кандидатов в короли) в глазах шляхты. Однако другие учёные эту гипотезу опровергли: по их мнению, «История» написана скорее в 1578—1583 годах.
Сохранилось около 70 списков «Истории», относящихся к четырём редакциям. «История» написана на московском варианте церковнославянского языка, но с добавлением множества западнорусизмов и полонизмов. В ряде списков существуют глоссы (комментарии) с переводами таких слов. Возможно, эту практику начал сам автор. Исследователь А. А. Цеханович отмечает, что обилие иноязычных заимствований, нехарактерных для текстов на церковнославянском, «придаёт стилю произведения несколько макаронический характер».
«История о великом князе Московском» ознаменовала новый этап в развитии русского летописания. Здесь происходит окончательный отказ от погодного принципа организации материала к тематическому. Автор подчиняет весь текст единой цели: объяснению того, как Иван Грозный превратился из разумного правителя в кровожадного деспота.